# Axel Berg
Emil Axel Berg (5. august 1856 i København – 10. december 1929 smst) var en dansk arkitekt.

## Uddannelse
Axel Berg var søn af vægtfabrikant, kaptajn i Københavns Brandkorps Vilhelm Julius Berg og Caroline Frederikke Albine Bruun. Han kom som 16-årig i tømrerlære, men allerede året efter (1873) påbegyndte han arkitektstudier. Han fik sin afgang fra Polyteknisk Læreanstalt 1877 og fra Kunstakademiet i december 1880. Han var ud af den sidste generation af historicistiske arkitekter, der frit imiterede eller bearbejdede forskellige historiske stilarter. Men han var ikke svoren tilhænger af en enkelt stilart som nogle af hans samtidige. Dog er det ofte barokken og rokokoen, som var hans udgangspunkt.

## Virke
Hans første større opgave var en næsten fuldstændig fornyelse af hovedbygningen på godset Bregentved, der blev præmieret med C.F. Hansen Medaillen 1893. Neuhausens Præmie havde han fået 1885 og i 1910 fik han Eckersberg Medaillen. Men ud over herregårdene var der også en række banker og kontorbygninger blandt hans værker. Axel Berg var en anset og respekteret arkitekt i sin samtid, blandt andet var han C.F. Tietgens foretrukne arkitekt, og modtog som sådan flere tillidshverv.

## Tillidshverv
Axel Berg var formand for Akademisk Arkitektforening 1902-04 og 1907-09. Han blev æresmedlem af foreningen 1924. Han var medlem af kommiteen vedrørende konkurrencen om Christiansborg Slot 1904, Kultusministeriets konsulent i Sager vedrørende Kirkers Opvarmning 1894 til 1923 og medlem af Kunstakademiets plenarforsamling 1911. Han var også Ridder af Dannebrog.
Berg tog initiativet til oprettelsen af Akademisk Arkitektforenings Understøttelsesfond, som han vedblivende ydede et stort arbejde og betydelig økonomisk støtte.
Han deltog i udstillinger på Charlottenborg 1885, 1905, 1910 og 1930 (mindeudstilling), i Den Nordiske Industri-, Landbrugs- og Kunstudstilling i Kjøbenhavn 1888 og Rådhusudstillingen 1901. Han udstillede tilige i Berlin 1910-11.
Axel Berg forblev hele livet ugift og er begravet på Vestre Kirkegård.

## Udvalgte værker
- Epitafium i Skt. Olai Kirke, Helsingør (Neuhausens Præmie 1885)
- Ny hovedbygning og avlsgård på Bregentved (1887-91, C.F. Hansen Medaillen 1893, fredet)
- Ombygning af Marienborg på Møn (1893, nedrevet 1984)
- Nyt tårnspir og herskabsstald på Rosenholm (1893-96)
- Restauring af Næsseslottet samt opførelse af pavilloner (1896, 1906)
- Beboelsesejendom, Uraniavej, Frederiksberg (1897)
- Nielsen & Winthers Maskinfabrik, Blegdamsvej 60, København (1897-99)
- Privatbanken, nu C.F. Tietgens Hus, Børsgade 4-8 (1901-04)
- Københavns Laane- og Diskontobank, Amagertorv 24 (1904-06)
- Knippelsbros overbygning (1906-08, nedrevet)
- Ombygning og modernisering af Vemmetofte Kloster (1907-09)
- Palæet Th. Wessels Minde, Gentoftegade 9 Gentofte (1910, præmieret af Gentofte Kommune, renoveret, ombygget og opdelt i ejerlejligheder i årene 2008-2016)
- Dansk Arbejdsgiverforening, Vester Voldgade/Ny Kongensgade, København (1910-11)
- Karréen Gunløg, Snorresgade/Bergthorasgade/Isafjordsgade, Islands Brygge, København (1912)[2]
- Lagerbygning til Heering, Wildersgade, København (1912)
- Nationalbankens filial, Århus (1926)
- Gravmæler, indretningsopgaver og lignende, bl.a.:
  - Gravmæle for murermester Jørgen Jensen på Solbjerg Parkkirkegård (1899, hugget af Hans & Jørgen Larsen, udsmykning af Frederik Hammeleff) [3]
  - Gravmæle for inspektør Jørgen Leemeier på Holmens Kirkegård (ditto)[3]

### Projekter
- Athenæum, Helsingfors (1883, 3. præmie)